# Rasoio

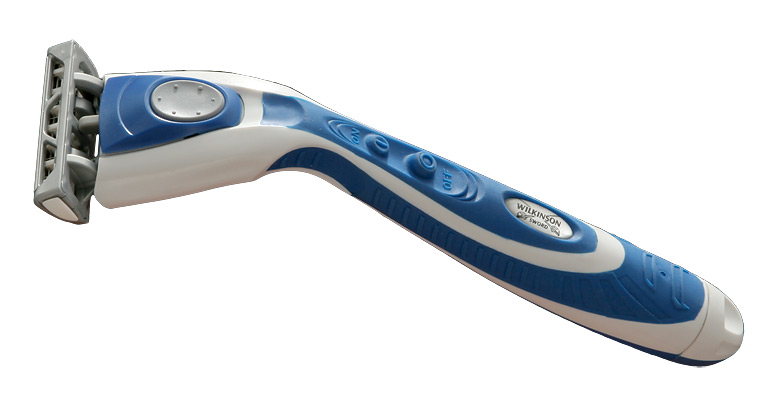
Un moderno rasoio di sicurezza che utilizza cartucce a lama sostituibili

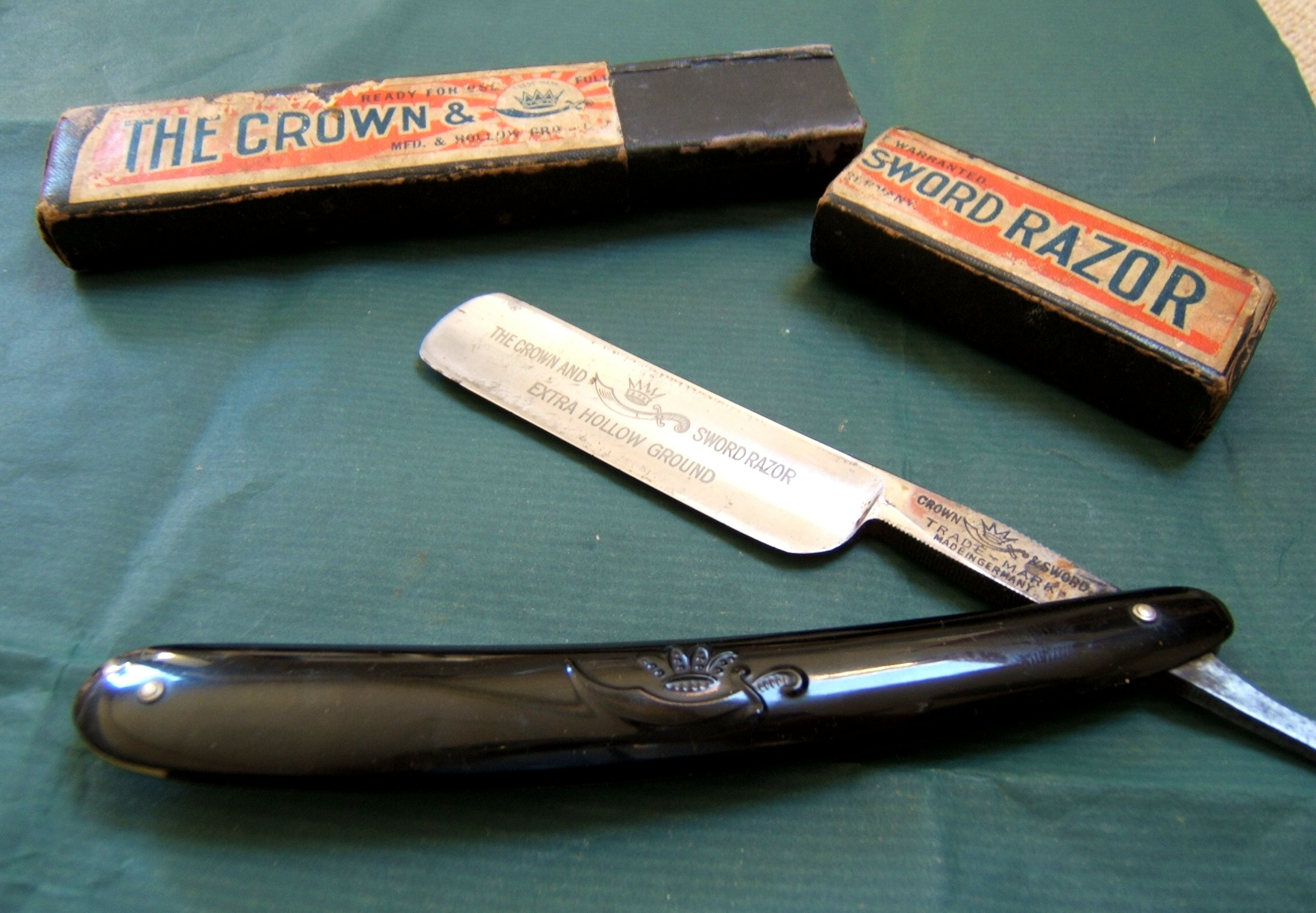
Un rasoio a mano libera

Un rasoio è uno strumento manuale a lama, utilizzato principalmente nella rimozione dei peli del viso o del corpo attraverso l'atto della rasatura. I rasoi possono essere di diversi tipi: a mano libera, di sicurezza, usa e getta o elettrici. Oltre che per i peli i rasoi possono essere utilizzati anche per rasare i capelli o per modellarne la distribuzione sul capo, eventualmente con l'uso di modelli specifici per questo scopo. 
Il rasoio viene adoperato sia dagli uomini che dalle donne per eliminarli da tutto il corpo o comunque in un'area specifica di esso, compresi i capelli, visto l'esistenza di tipologie specializzate anche nella rifinitura di essi.
Il primo rasoio di sicurezza, la cui lama toccava la pelle solo con il suo bordo, fu inventato dal francese Jean-Jacques Perret nel 1771. Prima di questo le lame dei rasoi erano aperte, per questo il processo della rasatura era molto pericoloso.
Mentre il rasoio esiste da prima dell'età del bronzo, i tipi più comuni di rasoi attualmente utilizzati sono il rasoio di sicurezza e il rasoio elettrico.

## Classificazione

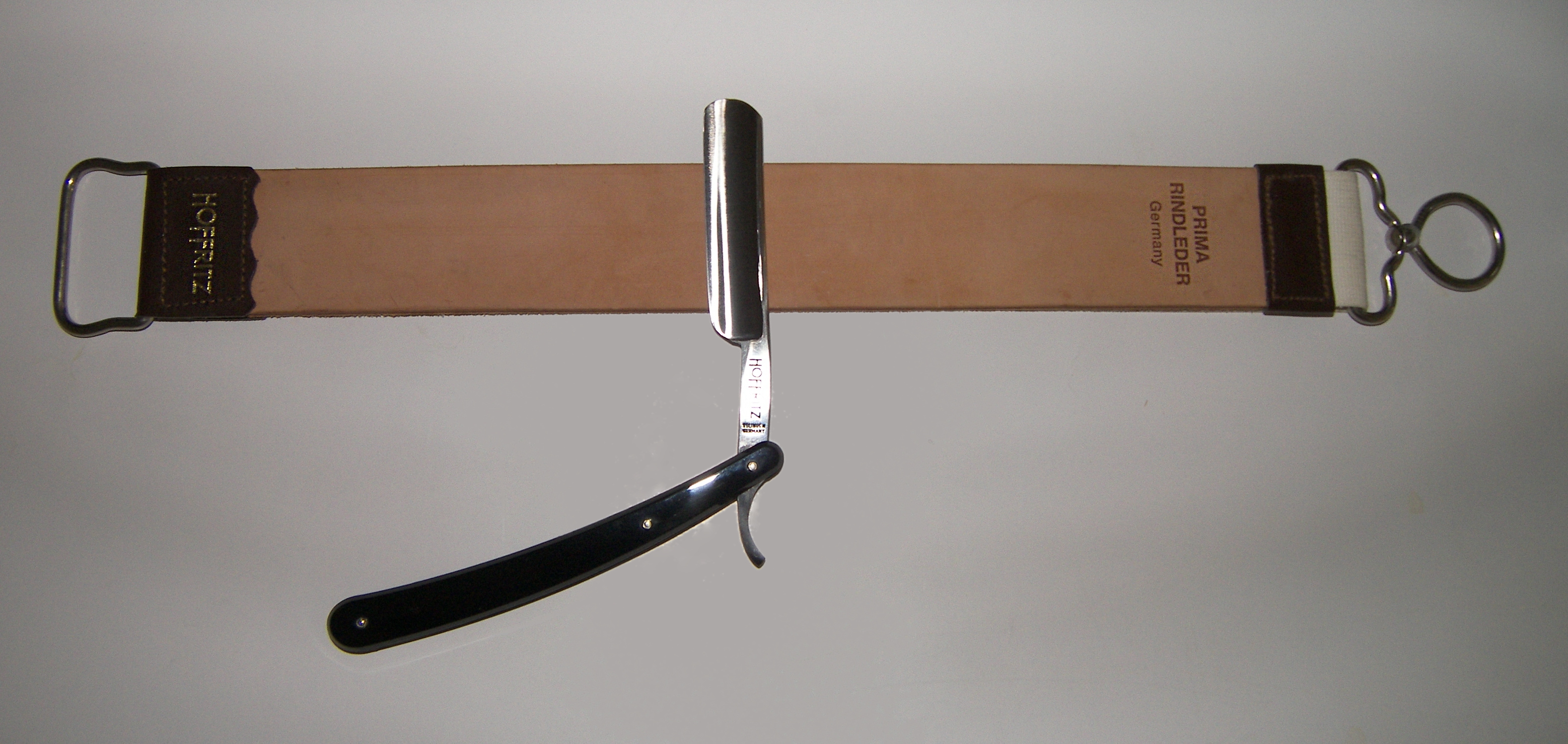
I rasoi a mano libera possono essere affilati tramite una stola di pelle detta coramella.

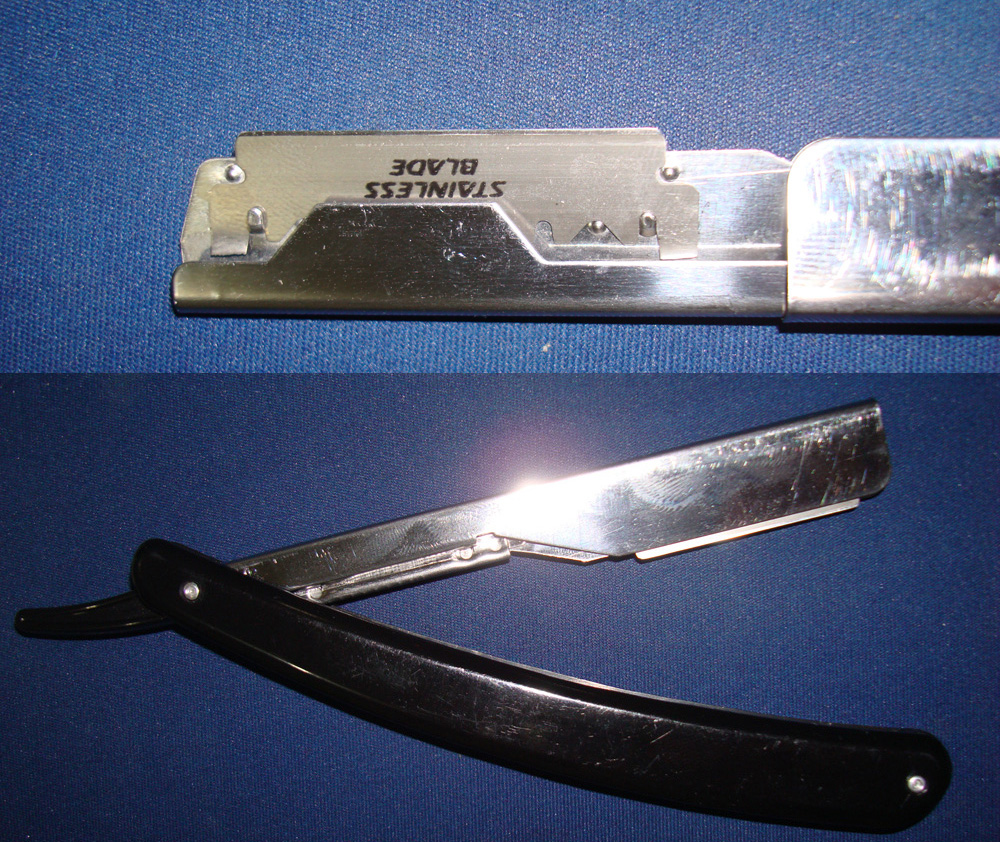
Rasoio di tipo shavette a lametta sostituibile

A seconda della lama, i rasoi possono essere:
- a mano libera, in genere a serramanico, per motivi di comodità e sicurezza. Sono i rasoi storici dei barbieri in cui la lama va ripristinata ovverosia affilata periodicamente, in passato si usava la coramella. Sono stati sostituiti dai rasoi a lametta monouso, per motivi igienico-sanitari e per la maggiore efficacia di questi ultimi.
- Shavette o rasoio da barbiere, usati attualmente dai barbieri. Come i precedenti (a mano libera) ma con la parte tagliente della lama costituita da una lametta sostituibile.
- di sicurezza "a cartucce" o "a lametta". Il rasoio deve essere ricaricato con una lama o cartuccia nuova, una volta che questa perde il filo o per motivazioni igieniche.
- Usa e getta, vale a dire un rasoio di sicurezza con la lama non intercambiabile (in quanto sono un tutt'uno). Per questo il rasoio va gettato con la lama, una volta che questa perde il filo.

A seconda della modalità di utilizzo:
- in umido (wet in inglese), ossia che, per il corretto funzionamento, necessitano o sarebbe preferibile l'uso di una schiuma o di un sapone (tipo il rasoio di sicurezza)
- a secco (dry in inglese), come il rasoio elettrico (esistono anche modelli per lavorare in umido) che possono essere utilizzati direttamente sulla pelle.

## Storia
La rasatura è una pratica millenaria: si hanno testimonianze di rasoi in selce, in bronzo e anche in oro ben prima dei rasoi in ferro. Come indicato da numerose pitture rupestri che raffigurano uomini sbarbati, l'uomo si radeva già nella preistoria, utilizzando utensili di pietra o le valve di conchiglia. Sono state reperite testimonianze di popoli primitivi rappresentati da utensìli da taglio realizzati con tecnica di scheggiatura, levigatura e molatura. Dobbiamo comunque attendere la civiltà egizia con l'introduzione del rame e del bronzo per vedere la nascita del rasoio. In Egitto sono stati trovati reperti in metallo, risalenti al 3000 a.C., che gli studiosi hanno indicato come strumenti per radere, tra cui quello a spatola, ritenuto il genere più usato nel periodo tra le prime dinastie di Faraoni e l'Antico Regno (2920-2134 a.C.). Uno dei reperti più antichi, a forma di coltellino con la punta leggermente ricurva è conservato al museo del Louvre di Parigi.

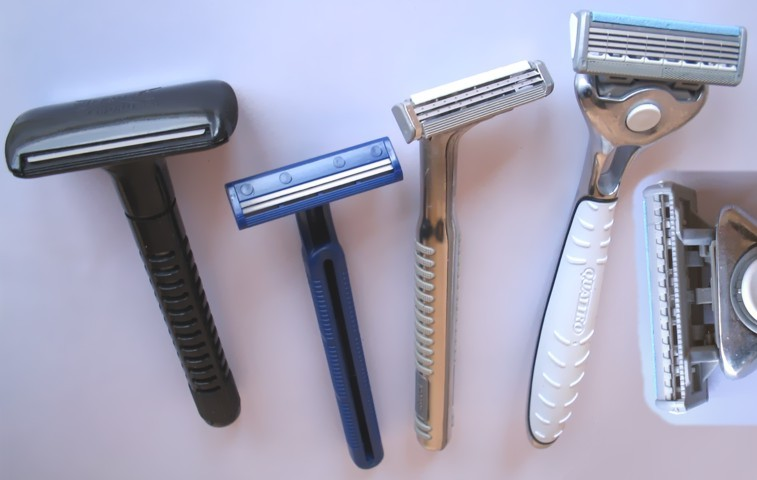
Diversi tipi di rasoi di sicurezza e usa e getta

Rasoio in bronzo con custodia in steli di papiro, tra il 1425 e il 1353 a.C., Nuovo Regno. Museo Egizio, Torino.

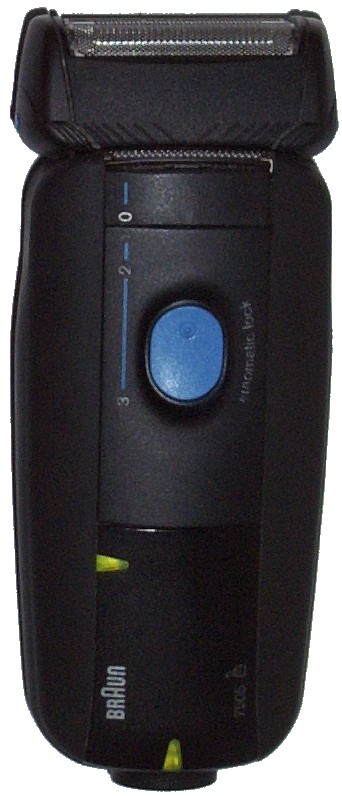
Un rasoio elettrico.

Gli Etruschi inventano il rasoio a forma lunata, databile intorno al X-VI secolo a.C. circa, che permette di seguire meglio i contorni del viso, e un rasoio fenestrato, formato da due lame unite al centro da una piccola griglia.
Degni di nota sono poi i cosiddetti rasoi "punici" del VII-II secolo a.C. reperiti in Nord Africa, Spagna e Sardegna, che hanno, per la maggior parte, impugnatura a collo di cigno ed estremità lunata.
Rasoi in bronzo sono stati identificati in Gran Bretagna, ed erano generalmente di forma ovale, con una piccola linguetta sporgente da una delle estremità corte.
Il rasoio in epoca romana era chiamato "culter tonsorius" e negli scavi di Pompei ne troviamo di particolarmente eleganti, con impugnature in osso e in avorio finemente scolpite, che si ripiegano sulle sottili lame di ferro.
Il primo rasoio in ferro conosciuto è stato trovato in Danimarca ed è databile al terzo secolo d.C. Il rasoio a serramanico a lama d'acciaio fa la sua comparsa nel Regno Unito nel 1680, il rasoio a lame monouso è stato brevettato nel 1895 e il primo rasoio elettrico è stato brevettato dal produttore statunitense Col. Jacob Schick nel 1928.

## Accorgimenti
I rasoi possono avere come accorgimenti:
- Inglobamento della lama (rasoio di sicurezza), la lama si trova coperta superiormente e inferiormente da un supporto, in modo da evitare che l'errata inclinazione della stessa o un'eccessiva pressione ferisca la pelle.
- Protezioni perpendicolari, le lame hanno degli elementi rigidi che le attraversano perpendicolarmente lungo tutta la loro lunghezza, in modo da evitare che la pelle si inserisca tra una lama e l'altra, in caso di eccessiva pressione.
- Vicinanza delle lame, le lame più sono vicine e meno tendono a ferire la pelle, ma allo stesso tempo tendono a intasarsi più facilmente.
- Banda emolliente, banda posta dopo la lama, che permette di ammorbidire la pelle.
- Banda pulitrice, banda posta prima della lama, che rimuove la schiuma in eccesso ed eventuali peli tagliati.
- Lama di precisione, compare su alcuni rasoi multilama, questa lama singola viene utilizzata principalmente per dare un taglio più netto e preciso
- Testa snodabile, le lame del rasoio sono disposte su una testina che si snoda rispetto al corpo del rasoio, questo permette di avere sempre un appoggio corretto della lama e avere un taglio costante.

## Influenza culturale
Nella storia della filosofia il Rasoio di Occam è il criterio metodologico suggerito dal filosofo inglese Guglielmo di Ockham (XIII secolo-XIV secolo).